# Gudhjem (plaats)
Gudhjem is een plaats in de Deense regio Hovedstaden, gemeente Bornholm. De plaats telde 715 inwoners op 1 januari 2015. De naam betekent "heim (huis) van de goden". De plaats ligt op 14° 58" oosterlengte ligt, dus maar twee minuten van de 15° dit is het punt waar volgens de Midden-Europese Tijdrekening de zon om 12 uur in het zuiden staat. Dit is de tijd die 's winters ook in Nederland gangbaar is. De Denen noemen dit daarom "Gudhjemtijd".

## Geschiedenis
Gudhjem is een oude vissersplaats. Het was in de 17de eeuw de oudste en dichtst bevolkte havenstad op het eiland, totdat er een pestepidemie uitbarstte. In de Middeleeuwen was het een belangrijke plaats voor de haringhandel van kooplieden uit de Hanzesteden. Tegenwoordig is het een populaire toeristisch trekpleister dankzij de idyllische ligging.

## Het Oluf Høst Museum
De in 1884 in Svaneke geboren kunstschilder Oluf Høst vestigde zich in 1929 weer op Bornholm en betrok in 1935 een huis in Gudhjem. Het huis werd een ontmoetingspunt voor schilders en intellectuelen. Hij woonde en werkte tot 1966 op het eiland en de landschappen die hij schilderde geven het eiland in alle seizoenen weer en daarmee verschilt zijn werk van schilders die het eiland alleen zomers bezochten. In 1998 werd zijn huis een museum gewijd aan zijn werk.

## Andere bezienswaardigheden
Voor toeristen is de haven en de daar gevestigde visrokerijen een vast punt. Hier vertrekken ook schepen naar Christiansø, het meest oostelijk gelegen punt van Denemarken. Er is een door particulieren gesticht museum in het vroegere treinstation waarin wisselende exposities zijn van kunst en natuurhistorische objecten.
Hestestene Aan het wandelpad langs de Oostzee (Salne Bugt), ongeveer 600 meter westelijk van de haven staan bautastenen, een prehistorisch monument waarschijnlijk uit de Bronstijd of de vroege IJzertijd, de "Hestestene" (de paardenstenen).
Bornholms Kunstmuseum en de Helligdomsklipperne Vijf kilometer verder westelijk steken 22 meter hoge granietrotsen loodrecht uit zee, de zogenaamde "Helligdomsklipperne". Hier in de buurt ligt ook het Bornholms Kunstmuseum.
Døndalen Ongeveer een kilometer verder westelijk richting Tejn ligt Døndalen, een dal met een beek en beekbegeleidend bos. Dit is een natuurgebied met wandelpaden. De beek vormt halverwege een waterval met een verval van 20 meter en is daarmee de hoogste waterval van Denemarken.
Østerlars Vijf kilometer ten zuiden van Gudhjem ligt Østerlars, de Kerk van Østerlars stamt uit de 11de eeuw. Het is een typisch Bornholms kerkje met een dikke ronde toren die in de Middeleeuwen ook als vesting (weerkerk) werd gebruikt.

## Afbeeldingen

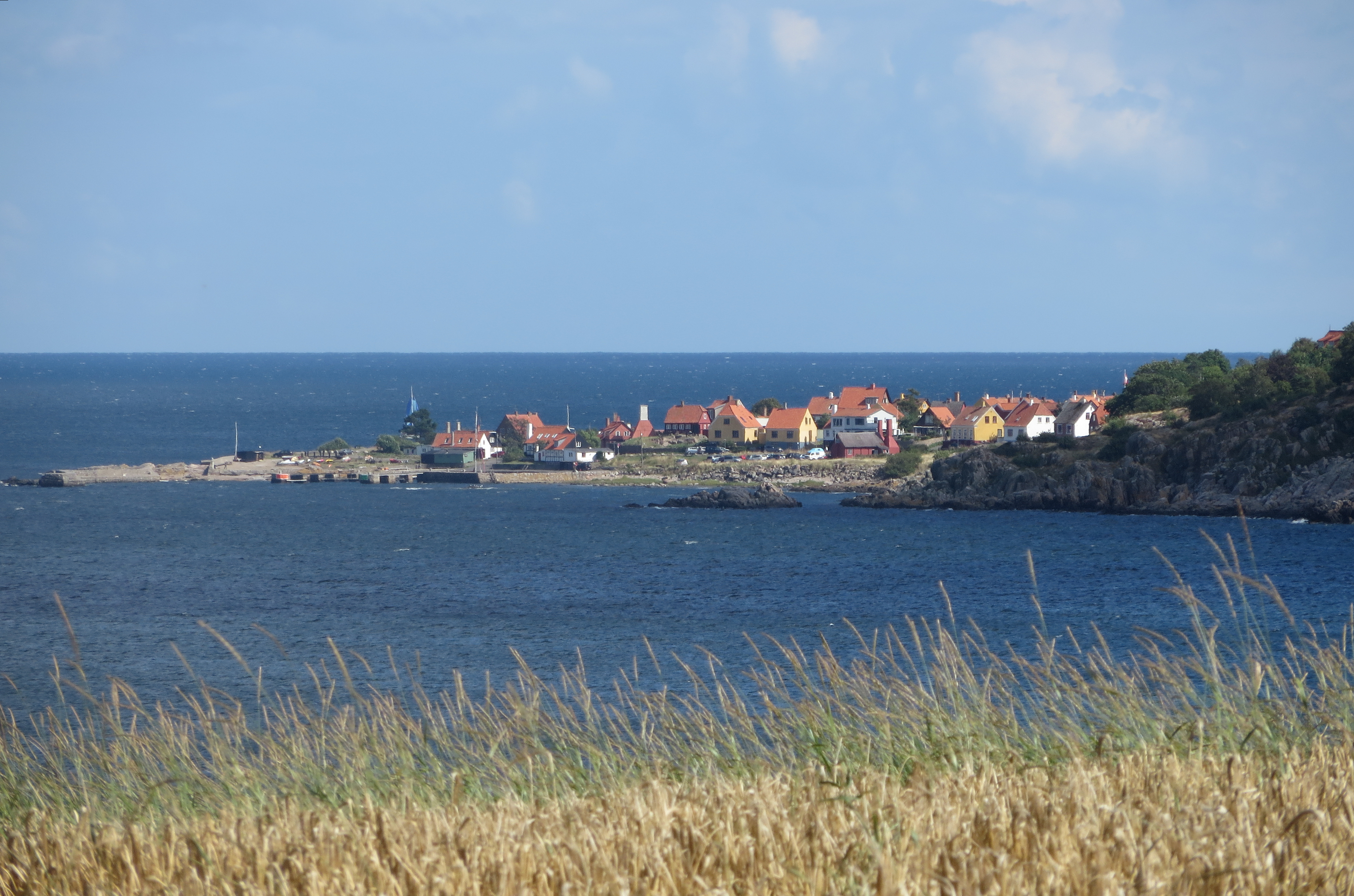
Zicht op Gudhjem vanuit het westen
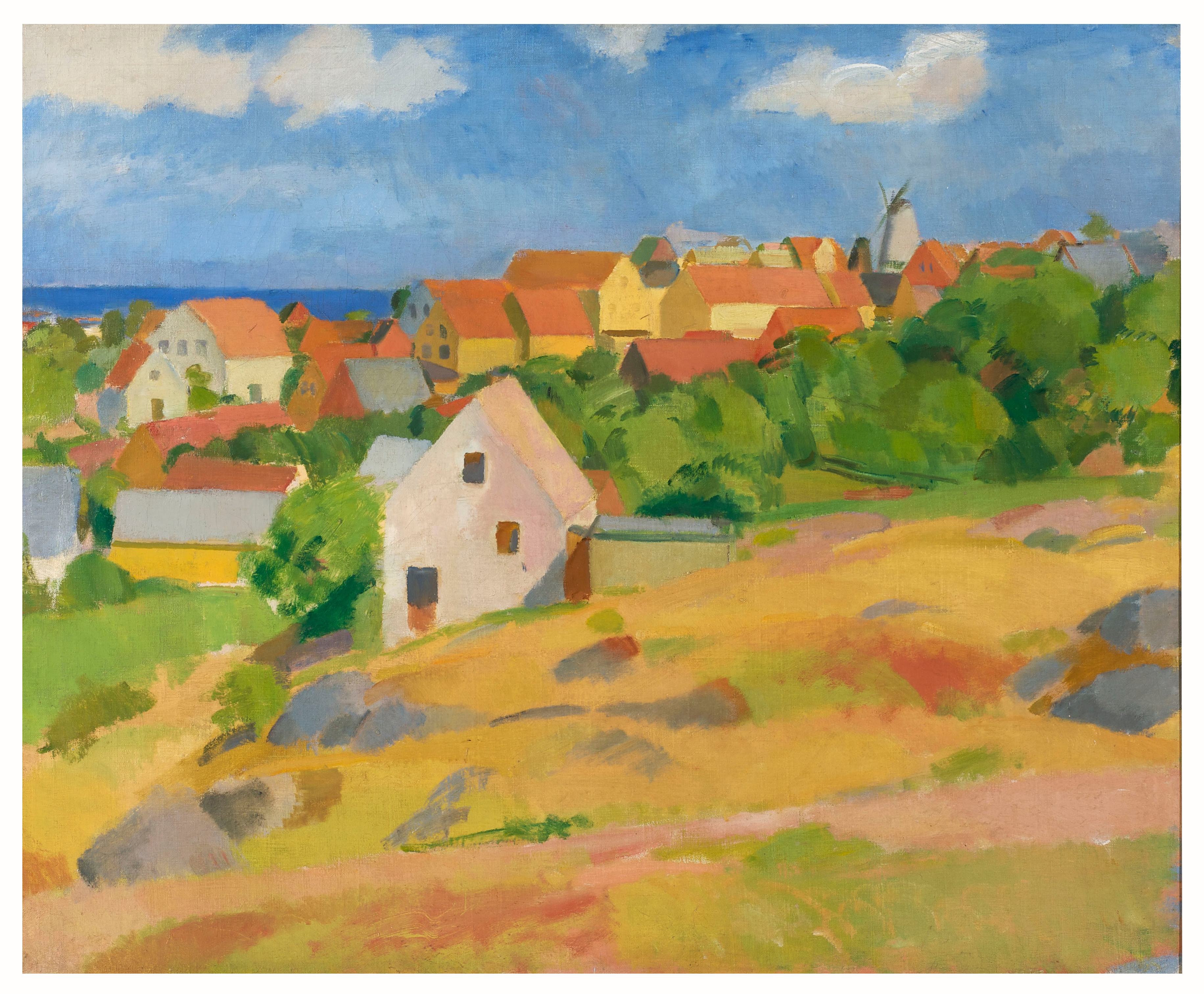
Karl Isakson: Zicht op Gudhjem, 1921. Bornholms Kunstmuseum.
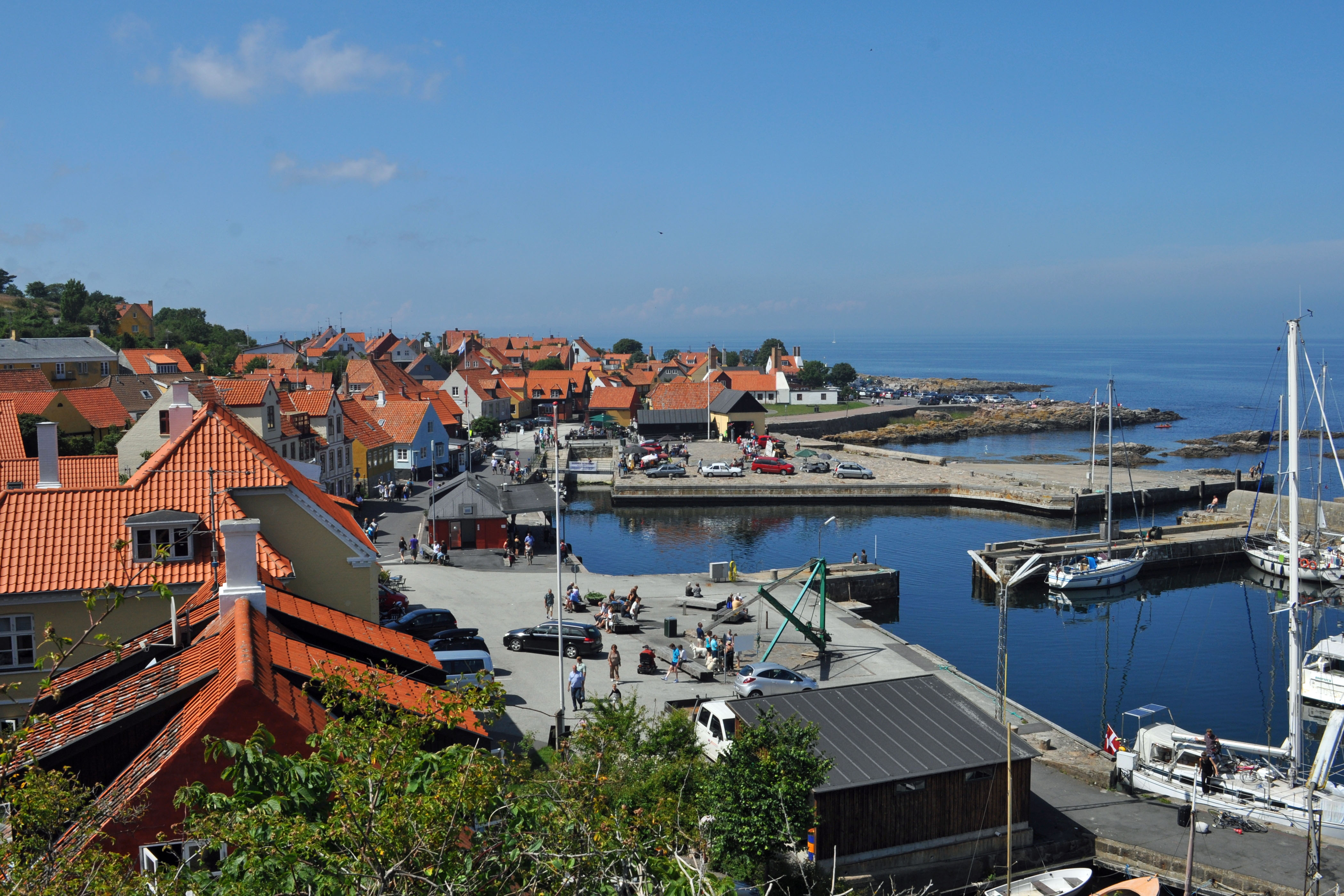
Bij de havenn
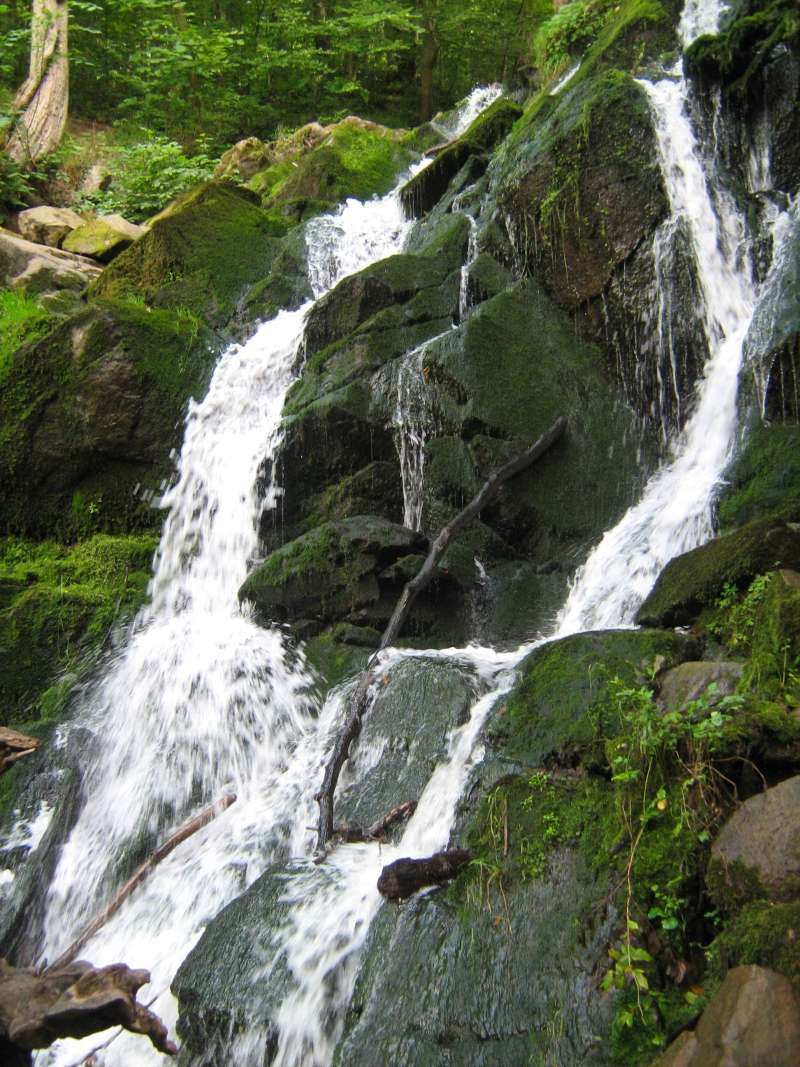
Waterval in Døndalen (grootste waterval van Denemarken)
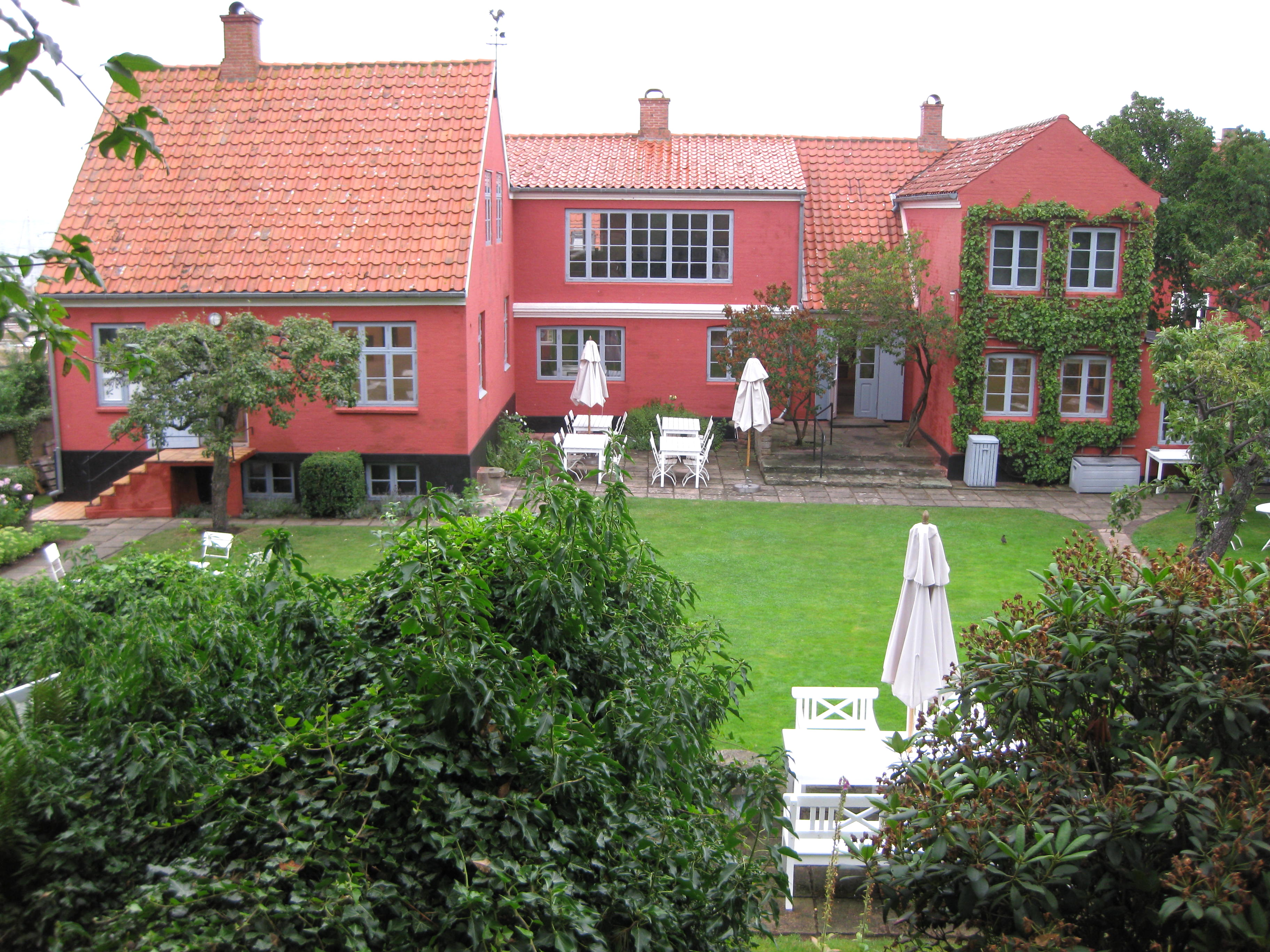
Oluf-Høst-Museum
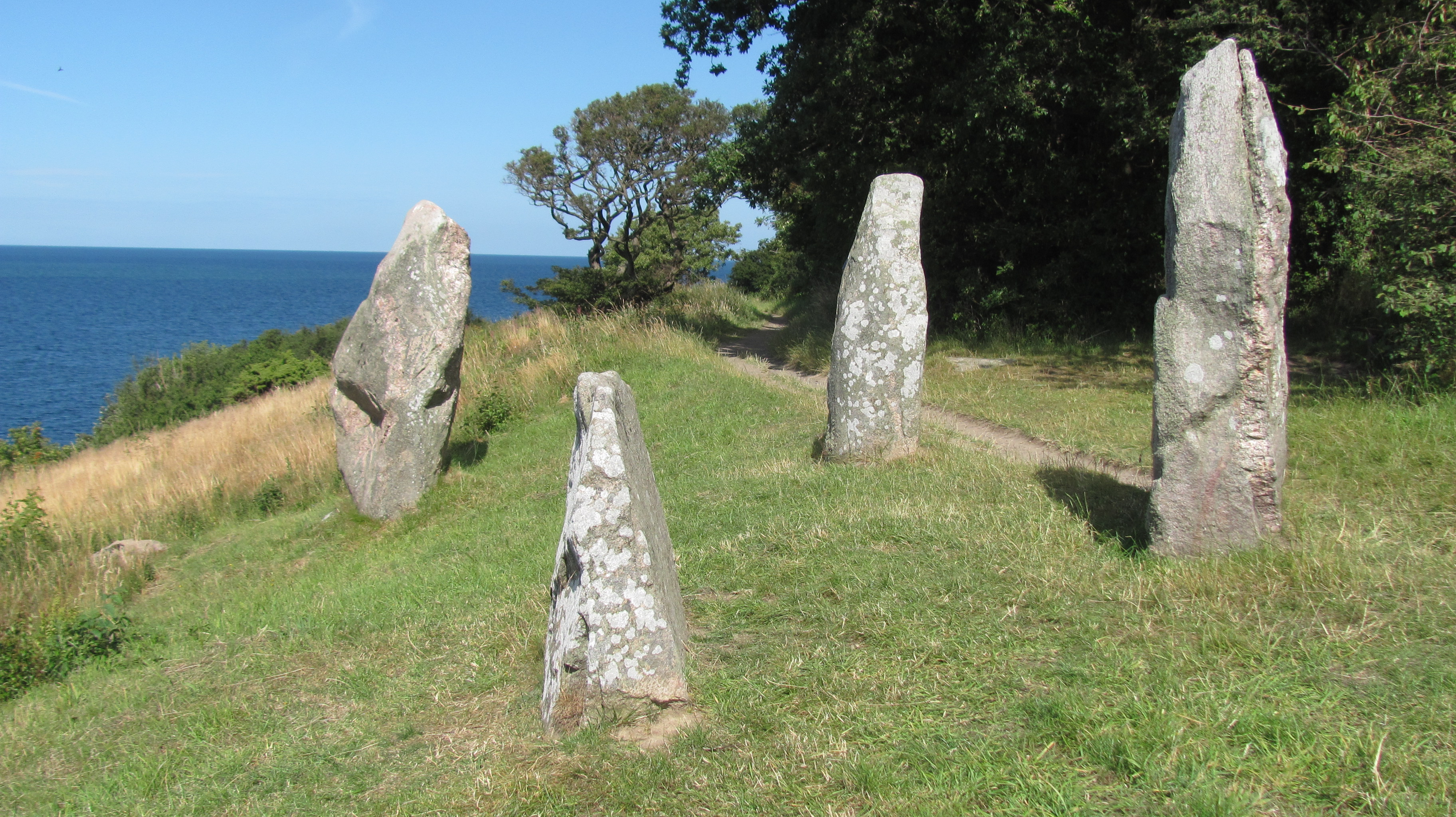
Hestestene (de paardenstenen, een prehistorisch monument)